# カトリック西陣聖ヨゼフ教会
カトリック西陣聖ヨゼフ教会（カトリックにしじんせいヨゼフきょうかい）は、京都市上京区にあるカトリックの教会。

## 沿革

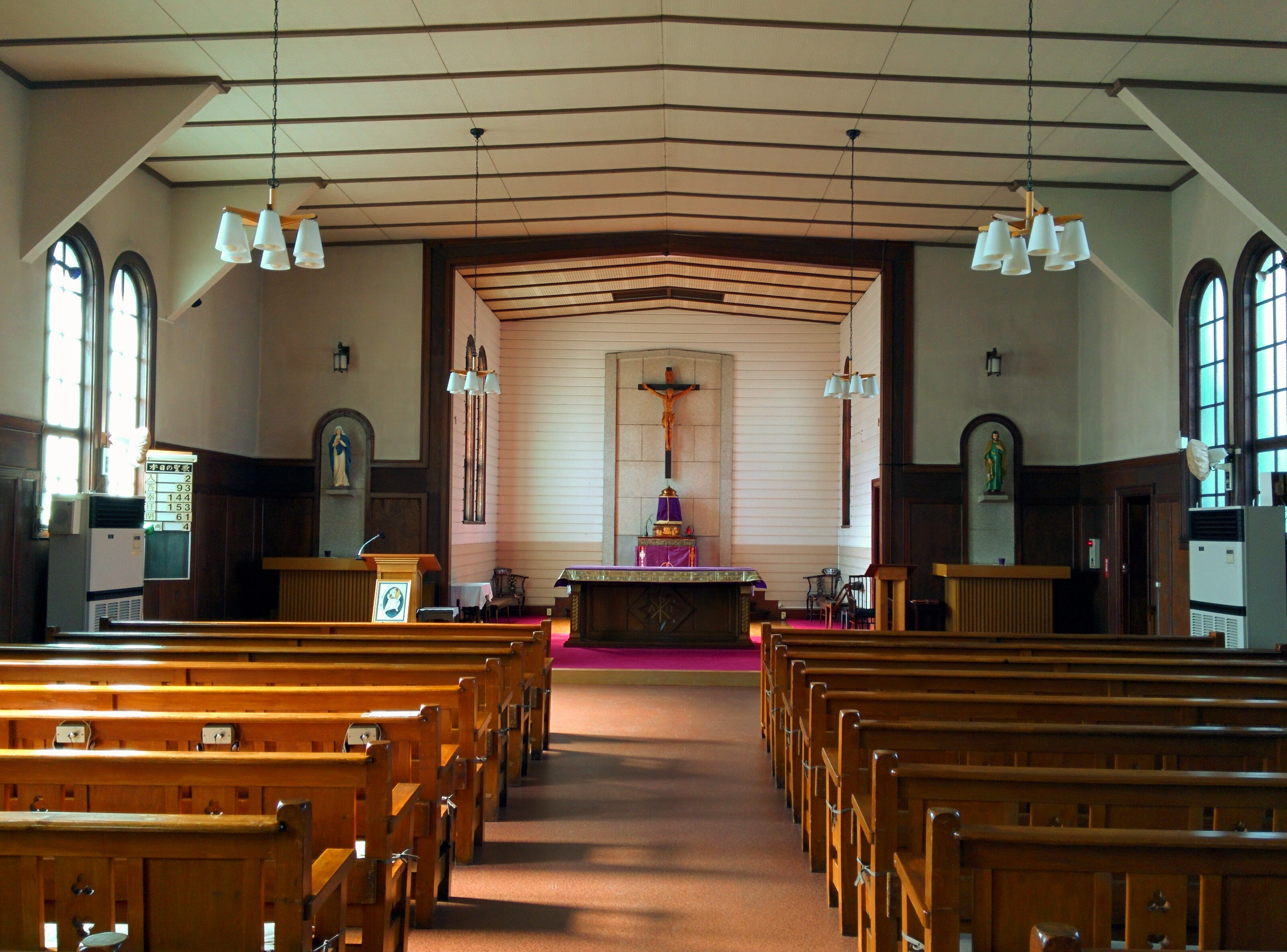
聖堂内部

- 1890年　パリ外国宣教会によって河原町聖フランシスコ・ザビエル教会が建てられる。
- 1907年頃　二条新町に西陣教会創立。京都で第2番目のカトリック聖堂だった。
- 1909年　黒門中立売へ移転する。
- 1917年　教会一時閉鎖。（～1930年頃）
- 1930年　新町一条上るへ移転、その後大宮笹屋町に移転する。
- 1935年　大宮中立売へ移転。
- 1937年　京都知牧区、大阪教区[1]より分離。 メリノール会宣教師が着任。
- 1939年　現在地（ 新町一条上る）へ移転。
- 1941年　戦争のため、教会閉鎖。（～1946年）
- 1946年　衣笠教会、小山教会が西陣教会より独立。
- 1949年　現在の聖堂が建つ。聖堂献堂式（8月15日）。
- 1951年　京都知牧区、京都司教区となる。初代京都司教、古屋司教。

## 所在地
〒602-0934　京都市上京区新町通一条上ル一条殿町502-1
- 地下鉄烏丸線今出川駅徒歩10分
- 市バス「上京区総合庁舎」（51・59・201・203系統下車、南へ徒歩5分）、「一条戻橋・晴明神社前」（9・12・67系統下車、東へ徒歩5分）